# HJIM van Gasteren
 (juillet 2013).
Si vous disposez d'ouvrages ou d'articles de référence ou si vous connaissez des sites web de qualité traitant du thème abordé ici, merci de compléter l'article en donnant les références utiles à sa vérifiabilité et en les liant à la section « Notes et références ».
HJIM van Gasteren (anciennement connu sous le nom 'Lilith Love'), pseudonyme de Henriëtte Johanna Ignatia Maria van Gasteren, née à Sevenum aux Pays-Bas le 9 septembre 1964, est une artiste multimédia néerlandaise.
Parmi les thèmes récurrents  dans son travail on retrouve l’identité, les femmes, les archétypes féminins, le mélange des genres, la liberté et l'égalité.

## Biographie
Elle est la plus jeune d'une famille de deux enfants. Son père était sabotier et postier. Dès son plus jeune âge, elle est active dans les domaines de l'écriture, du dessin et de la cuisine. De 1983 à 2000, elle travaille comme secrétaire de direction, poste pour lequel elle a suivi une formation à la Schoevers Academie à Nimègue.
En 2005, elle reprend l’écriture. Son histoire érotique culinaire Kalfsbraadstuk op tagliatelle met een zachte saus van witte port en kaas est publiée dans le bundle[Quoi ?] Raadselige Roos lors du concours de prose et de poésie par le Café littéraire Venray-région. Elle se met ensuite à illustrer et publier ses autoportraits et ses histoires sur internet, tout d'abord avec une webcam, puis avec un simple appareil photo compact. En 2006 les photos ont presque entièrement pris le pas sur l'écriture. Depuis, elle raconte l’histoire de sa vie en langage visuel à l'aide d'un appareil photo SLR, trépied et télécommande.
Son travail a été censuré lors d'une exposition à l'Euregio-Haus à Mönchengladbach et lors d’une exposition au centre de conférence (ancien séminaire de prêtre) à Rolduc Kerkrade. Son autoportrait Forgive me, Father, for… hors de la série de la religion I could’ve had religion a fini sur la première page de Sp!ts.
En 2012, elle a été présentée comme l'un des dix principaux artistes du Limbourg au Pulchri Studio à La Haye avec entre autres Ted Noten, Charles Eyck et Lei Molin. La même année, son travail a été exposé pour la première fois aux États-Unis lors de deux expositions néerlandaises : The Wonder of Woman et Photo Festival Naarden (Photoville, Brooklyn Bridge Park).

## Documentaire
En 2012, elle a commencé le projet Lilith in da House, dans lequel elle utilise des maisons d'étrangers comme décor pour ses autoportraits et elle a montré une forme complètement différente de la photographie : un documentaire sur les collègues-villageois avec patient de Lyme Risja Sakura (alors âgé de 21 ans). La Maison pour les Arts a pris en charge financièrement le déplacement de l’exposition entre Limbourg à Ruremonde ainsi que la publication du livre de l’exposition, appelé : Risja, a story by Lilith – This is bugging me. Siebe Weide, directeur de l'Association des musées néerlandais a écrit la préface, Hedy d'Ancona a écrit la postface et a pris soin de la présentation du livre à Amsterdam, l’artiste Lieve Prins a quant à elle écrit l'introduction. Frans Pollux, écrivain, journaliste et musicien a également travaillé sur ce projet. Il a écrit un poème pour Risja appelé Le Danseur.

## Privé
Partenaire Henk Temming (nl).

## Nominations et prix
- 2009 : 2e prix Photographie Masters Cup, catégorie Nude avec Banquet
- 2010 : nomination pour la Photographie Masters Cup avec Piqued
- 2010 : nomination « artiste de l'année » par la Foundation Stichting Kunstweek (Pays-Bas)
- 2011 : nomination « le sourire d'or » avec Side table
- 2011 : sélectionné pour l'expo de l'été. Musée municipal de La Haye avec Side table
- 2011 : nomination pour la Photography Masters Cup catégorie Fine Art, avec Side table et Member of the Biking Nation.
- 2012 : nomination pour la Photography Masters Cup catégorie Fine Art, avec Lumps

## Livres
- 2012 : Risja, a story by Lilith - This is bugging me  (ISBN 978-90-819714-0-9)
- 2013 : A house is not a home  (ISBN 978-90-819714-1-6)
- 2013: A house is not a home  (ISBN 978-90-819714-1-6)
- 2015: Over hoeren & madonna’s (met sonnetten van Paul Sterk)  (ISBN 978-90-6216-963-4)
- 2016: Skinny dipping  (ISBN 978-90-819714-2-3)
- 2020: HJIM, Greatest hits  (ISBN 978-90-819714-3-0)

## Musées
- Museum van Bommel van Dam, Venlo NL
- IKOB – Museum für zeitgenössische Kunst, Eupen B
- Limburgs Museum, Venlo NL
- Gemeentemuseum W:, Weert NL
- CODA museum, Apeldoorn NL
- Joods Cultureel Kwartier, Amsterdam NL
- Fotomuseum aan het Vrijthof, Maastricht NL
- Museum Aktfotoart Dresden, Dresden DE